# Journey Beyond
A Journey Beyond Rail Expeditions (antigamente Great Southern Rail), atuando como Journey Beyond, é uma operadora de trem de luxo interestadual australiana. Fundada em 1 de novembro de 1997 como Great Southern Rail (GSR), atualmente pertence à Quadrant Private Equity, que adquiriu o negócio em 2016.
Em janeiro de 2022, a Quadrant Private Equity vendeu suas 13 marcas, incluindo os trens, por AU$ 300 milhões. O comprador foi o Hornblower Group, empresa de cruzeiros e turismo com sede em São Francisco, que opera a partir de 125 cidades americanas e cujos negócios incluem a Hornblower Cruises.